# 裴諴
裴諴（？—？），河東聞喜（今山西省聞喜東北）人，出自河東裴氏東眷裴。一說為裴度之子，一說為從子，與溫庭筠友善。《全唐詩》存詩五首。

## 生平
官歷職方郎中、太子中允。
周德華認為溫庭筠和裴諴他們二人的詞浮艷，不肯演唱二人之詞。
溫庭筠常常隨著裴諴、令狐滈等公子哥兒們喝酒打牌、不務正途，生活放蕩，導致數舉進士不中第。

## 姓名爭議
《新唐書》作裴諴，《舊唐書》作裴誠。根據《東觀奏記》所說按全唐詩卷五六三裴諴小傳云：「裴諴聞喜人，晉公度之子，官歷職方郎中、太子中允。」作「裴諴」是，「諴」「誠」形近致誤，據改。